# Август Берестовський
Август Берестовський[джерело?] (1768 — ?) — шляхтич герба Стремено часів Речі Посполитої, державний діяч Великого князівства Литовського часів розділів Речі Посполитої.

## Життєпис
Август Берестовський походив зі шляхетського роду Берестовських (у литовській транскрипції Bžostovkis), герба Стремено. 
Син Чашника Великого Литовського, каштеляна Полоцького Роберта Берестовського та Ганни Ядвіги Броель-Платер (походила з шостого покоління Берестовських із Михалицької та Мосарської гілок роду).
З 1773 року на королівській службі в Речі Посполитій, лейб-гвардії капрал. 1 січня 1777 р. звільнений у службу в чині підпоручика. 
З 26.09.1805 по 12.03.1807 кушнір Вілейського і Дісенського повітів Мінської губернії, титулярний радник зі старшинством (31.12.1806). Граф, землевласник, разом із братом Вікентієм мав маєток Мосар (614 десятин). 
У 1814 і 1817 рр. обирався старшим Дісненського повітового апеляційного суду. У червні 1827 року призначений почесним старостою шкіл Дісненського повіту.
Дружина: 1) Кублицька, 2) Варвара Гребницька (не раніше 1807 р.). 
Діти: сини Едуард (1805 р. н.), Абадон (1809 р. н.), Костянтин; доньки Пауліна (1810), Ванда (1814).